# Жозеф Кабила
Жозеф Кабила Кабанге (фр. Joseph Kabila Kabange; Хева Бора, 4. јун 1971) био је председник Демократске Републике Конго пуних 18 година. За председника је изабран десет дана након атентата на његовог оца Лорана Кабиле, који је до тада био председник Конга. Поново је изабран за председника 2006. На месту председника Конга је остао до 24. јануара 2019.